# Norbert Schüler
Norbert Günter Schüler (* 28. November 1944 in Drais, heute zu Mainz) ist ein deutscher Politiker (CDU).

## Leben und Beruf
Nach dem Besuch der Volks- und Realschule absolvierte Norbert Schüler in Mainz eine Ausbildung zum Rundfunk- und Fernsehtechniker von 1961 bis 1964. Nach erfolgreichem Abschluss war er 1964 in seinem Beruf tätig, bis er 1965 im Rahmen der Wehrpflicht seinen Dienst in der Bundeswehr leistete und sich anschließend bis 1966 als Zeitsoldat verpflichtete. In Verbundenheit zur Bundeswehr trat er in die Reserve-Offiziers-Laufbahn ein und ist heute Oberst der Reserve. Nach Abschluss des Wehrdienstes besuchte er das technische Gymnasium, um im Anschluss daran im Rahmen des zweiten Bildungsweges sein Studium an der Erziehungswissenschaftlichen Hochschule Rheinland-Pfalz zu absolvieren. 1971 trat er seinen Dienst als Lehrer an der Goetheschule in der Mainzer Neustadt an, an der er bis 1994 Mitglied des Kollegiums war. Ab 1972 war er zusätzlich verantwortlich als Leiter des AV-Medienzentrums Mainz und war in der Zeit bis 1994 in dieser Funktion zehn Jahre lang Sprecher der rheinland-pfälzischen Leiter der Medienzentren.
Schüler ist verheiratet und hat zwei Kinder.

## Politik
Seine politische Laufbahn begann Norbert Schüler 1968 mit dem Eintritt in die Christlich Demokratische Union; er wurde zunächst Vorsitzender der Jungen Union in seinem (damals noch nicht eingemeindeten) Heimatort Mainz-Drais, bevor er dort stellvertretender Vorsitzender der CDU wurde. Im Gegensatz zu einem Großteil der Bevölkerung sprach er sich damals für die geplante Eingemeindung von Drais in die Landeshauptstadt Mainz aus. In der Zeit von 1978 bis 1980 war er Kreisvorsitzender der Jungen Union Mainz. Schüler war ab Dezember 1976 auch Ortsvorsteher von Mainz-Drais, diese Funktion übte er bis zum 30. März 1995 aus. Auf seine Tätigkeit als Ortsvorsteher gehen folgende Projekte zurück: Die Aufstellung der Bebauungspläne D8, D21 und D25, der Bau einer neuen Sportanlage mit Halle durch Verlagerung und Veräußerung der alten Fläche. Der Bau eines neuen Feuerwehrhauses, die Erhaltung und spätere Erweiterung der Grundschule, die Erneuerung des Dorfplatzes, sowie die Einführung der „sortenreinen Wertstofferfassung“ (Duales System) als bundesweites Modellprojekt.
Im Jahr 1979 wurde Norbert Schüler in den Mainzer Stadtrat gewählt, wo er von 1984 bis 1993 stellvertretender Fraktionsvorsitzender der CDU-Stadtratsfraktion wurde. Schwerpunktmäßig engagierte er sich zunächst als jugendpolitischer, dann als kultur- und schulpolitischer Sprecher der Stadtratsfraktion. Von 1992 bis 2004 war er Vorsitzender des CDU-Kreisverbandes Mainz. 1994 nahm er ein Mandat als Abgeordneter des Landtages Rheinland-Pfalz an, das er bis 1995 ausübte. Am 31. März 1995 wurde er als Nachfolger von Herbert Heidel zum Bürgermeister gewählt und war für die Bereiche Planung, Bauen und Sport zuständig. 1996 kandidierte er für das Amt des Oberbürgermeisters der Stadt und verlor knapp in der Stichwahl gegen den SPD-Kandidaten Jens Beutel. Im Jahr 2003 wurde er für weitere acht Jahre in seinem Amt als Bürgermeister bestätigt und übernahm im Laufe des Jahres 2004 bei einer Umstrukturierung der Ressorts im Stadtvorstand die Bereiche Verkehr und Stadtsanierung. Nachdem er sich bereiterklärte als Vorreiter für die anderen Dezernate im Rahmen einer Umorganisation weitere Personaleinsparungen einzuplanen, gehörte ab 2007 auch der Bereich Denkmalschutz zu seinen Ressorts.
Am 28. November 2009 vollendete Bürgermeister Schüler sein 65. Lebensjahr und schied deshalb aus seinem Amt aus. Oberbürgermeister Jens Beutel überreichte ihm zur Verabschiedung den Ehrenring der Stadt Mainz. Am 10. Februar 2010 wählte der Stadtrat Marianne Grosse zu seiner Nachfolgerin als Dezernentin der Landeshauptstadt Mainz für Bauen, Denkmalpflege und Kultur. Hierzu gehört auch der Bereich Stadtplanung, der sich aber nicht im Dezernatsnamen wiederfindet. Der Bereich Verkehr wurde an den Beigeordneten Wolfgang Reichel übertragen, die Verantwortung für Sport an Bürgermeister Günter Beck.

## Ehrungen
Als besondere Auszeichnungen erhielt Norbert Schüler bislang 1995 die Gutenbergbüste und 2004 die Jupitersäule der Stadt Mainz, im Jahr 2002 die Konrad-Adenauer-Medaille der CDU sowie 2009 den Ehrenring der Stadt Mainz. Im Januar 2022 wurde ihm das Bundesverdienstkreuz verliehen.